# Harrington (Lincolnshire)
Harrington is een civil parish in het bestuurlijke gebied East Lindsey, in het Engelse graafschap Lincolnshire. In 2001 telde het dorp 42 inwoners.
Het dorpje wordt in de veertiende eeuw voor het eerst vermeld. De aan de maagd Maria gewijde Anglicaanse parochiekerk, waarvan de oudste delen stammen uit de dertiende eeuw, staat op de Britse monumentenlijst.